# Moderne Zeiten
Moderne Zeiten è il quinto album in studio del gruppo musicale tedesco Unheilig, pubblicato nel 2006.

## Tracce
1. Das Uhrwerk – 1:11
2. Luftschiff – 6:05
3. Ich Will Alles – 3:49
4. Goldene Zeiten – 4:18
5. Helden – 4:22
6. Astronaut – 4:18
7. Phönix – 3:37
8. Lass Uns Liebe Machen – 4:14
9. Horizont – 5:16
10. Sonnenaufgang – 4:14
11. Gelobtes Land – 4:44
12. Menschenherz – 4:52
13. Sonnentag (Traccia Bonus Edizione limitata) – 3:03
14. Tag Für Sieger (Traccia Bonus Edizione limitata) – 5:25
15. Mein Stern – 5:26
16. Moderne Zeiten – 4:49